# Veep
Veep este un serial american de satiră politică difuzat de televiziunea HBO între 22 aprilie 2012 și 12 mai 2019. Serialul a fost creat de Armando Iannucci, fiind o adaptare după sitcomul britanic The Thick of It, o satiră la adresa guvernului britanic scrisă și regizată tot de Iannucci și difuzată între 2005 și 2012 de BBC Four. Protagonista serialului Veep este Selina Meyer, interpretată de Julia Louis-Dreyfus, un vicepreședinte fictiv al Statelor Unite. Serialul o urmărește pe Meyer care alături de echipa ei încearcă să lase o moștenire în urma sa, dar intră în diferite jocuri politice.
Veep a primit laude din partea criticilor și a avut șapte nominalizări consecutive la premiul Emmy pentru cel mai bun serial de comedie, premiu pe care l-a câștigat pentru sezoanele patru, cinci și șase. Pentru prestația ei, Julia Louis-Dreyfus a câștigat de șase ori consecutiv premiul Emmy pentru cea mai bună actriță într-un serial de comedie, având și cinci nominalizări consecutive la Globul de Aur. Tony Hale, care îl interpretează pe asistentul personal al Selinei Meyer, a avut șase nominalizări consecutive la premiul Emmy pentru cel mai bun actor în rol secundar într-un serial de comedie, câștigând trofeul în 2013 și 2015. Alți membri ai distribuției au mai avut nominalizări la premiile Emmy: Anna Chlumsky (șase nominalizări), Gary Cole (o nominalizare), Matt Walsh (două nominalizări), Martin Mull (o nominalizare), Hugh Laurie (o nominalizare) și Peter MacNicol (o nominalizare).

## Sinopsis
Serialul urmărește viața profesională și pe cea personală a Selinei Meyer, vicepreședinte al Statelor Unite ale Americii și ulterior președinte al Statelor Unite ale Americii. Niciodată de-a lungul serialului nu este menționat partidul din care Selina Meyer face parte. Fostă senatoare a  Statelor Unite, din partea statului Maryland, Meyer candidează la nominalizarea partidului său pentru alegerile prezidențiale din 2012, dar în cele din urmă pierde nominalizarea în fața lui Stuart Hughes. Devine totuși opțiunea de vicepreședinte a lui Hughes care câștigă alegerile. Din echipa Selinei Meyer fac parte șeful stafului Amy Brookheimer (Anna Chlumsky); directorul de comunicații Mike McLintock (Matt Walsh); adjunctul directorului de comunicații Dan Egan (Reid Scott); asistentul Selinei, Gary Walsh (Tony Hale); și secretara Sue Wilson (Sufe Bradshaw). Ulterior apare în serial analistul politic Kent Davison (Gary Cole). Iar Jonah Ryan (Timothy Simons) este inițial omul de legătură dintre Casa Albă și biroul vicepreședintelui, ulterior devenind congresman și candidat la președinție.
Atunci când Hughes demisionează, Selina Meyer devine președinte al Statelor Unite. La finalul sezonului trei, Meyer începe campania de candidatură la alegerile prezidențiale din 2016. În urma rezultatelor, Meyer se află la egalitate cu rivalul său, Bill O'Brien (Brad Leland). În sezonul cinci, recalcularea voturilor din Nevada nu schimbă situația, astfel că sistemul electoral cere votul Camerei Reprezentanților pentru departajare, dar și aici rămâne egalitate, astfel că Senatul votează dintre cei propuși pentru funcția de vicepreședinte, învingătorul urmând să devină președinte. Vicepreședintele în funcție, Andrew Doyle (Phil Reeves), are votul decisiv pe care i-l oferă partenerei lui O'Brien, Laura Montez (Andrea Savage) și nu lui Tom James (Hugh Laurie), partenerul Selinei Meyer, astfel că Montez devine președinte.
În sezonul șase, Meyer începe să-și scrie memoriile și pornește de asemenea acțiunile pentru o Bibliotecă Prezidențială. La finalul sezonului, Meyer anunță că urmează să candideze din nou la președinție.
Sezonul șapte prezintă alegerile prezidențiale din 2020 în care Meyer îi are rivali pe Ryan și James.
Serialul prezintă și viața privată a Selinei, relațiile acesteia cu fostul său soț, Andrew (David Pasquesi), și cu fiica lor, Catherine (Sarah Sutherland).

## Distribuție și personaje

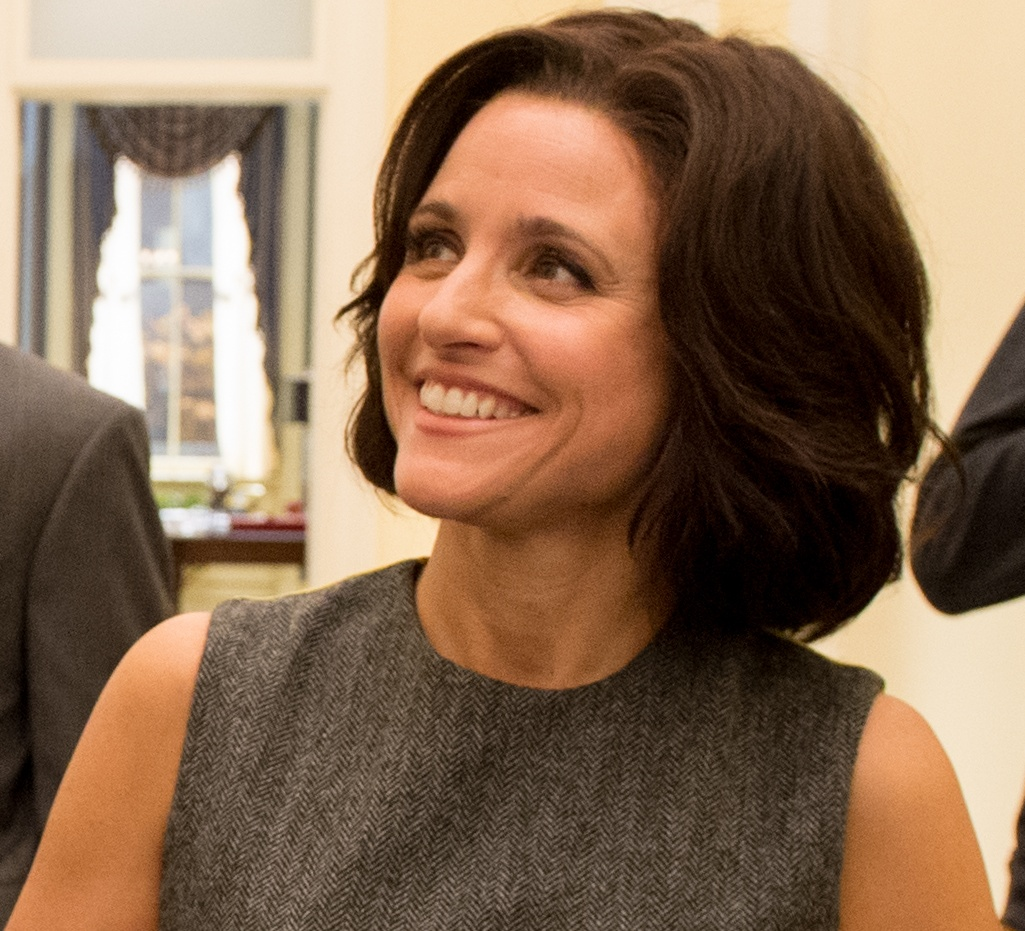
Julia Louis-Dreyfus o interpretează pe Selina Meyer

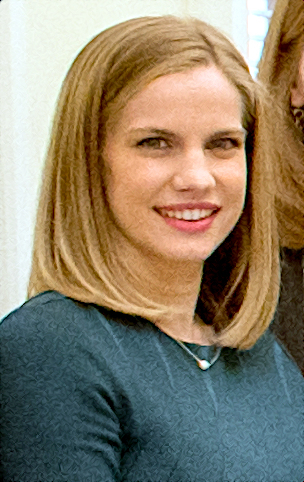
Anna Chlumsky o interpretează pe Amy Brookheimer

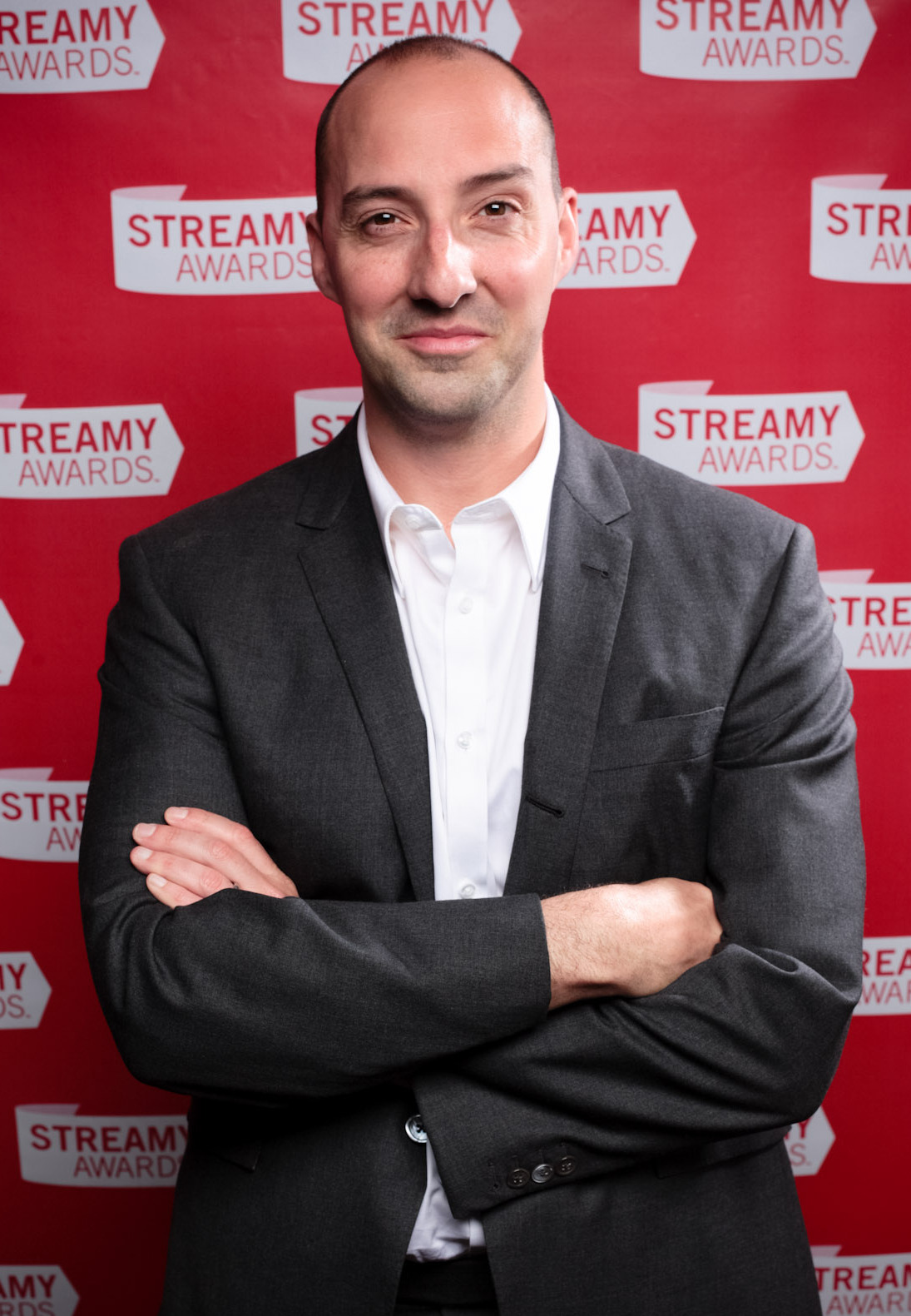
Tony Hale îl interpretează pe Gary Walsh

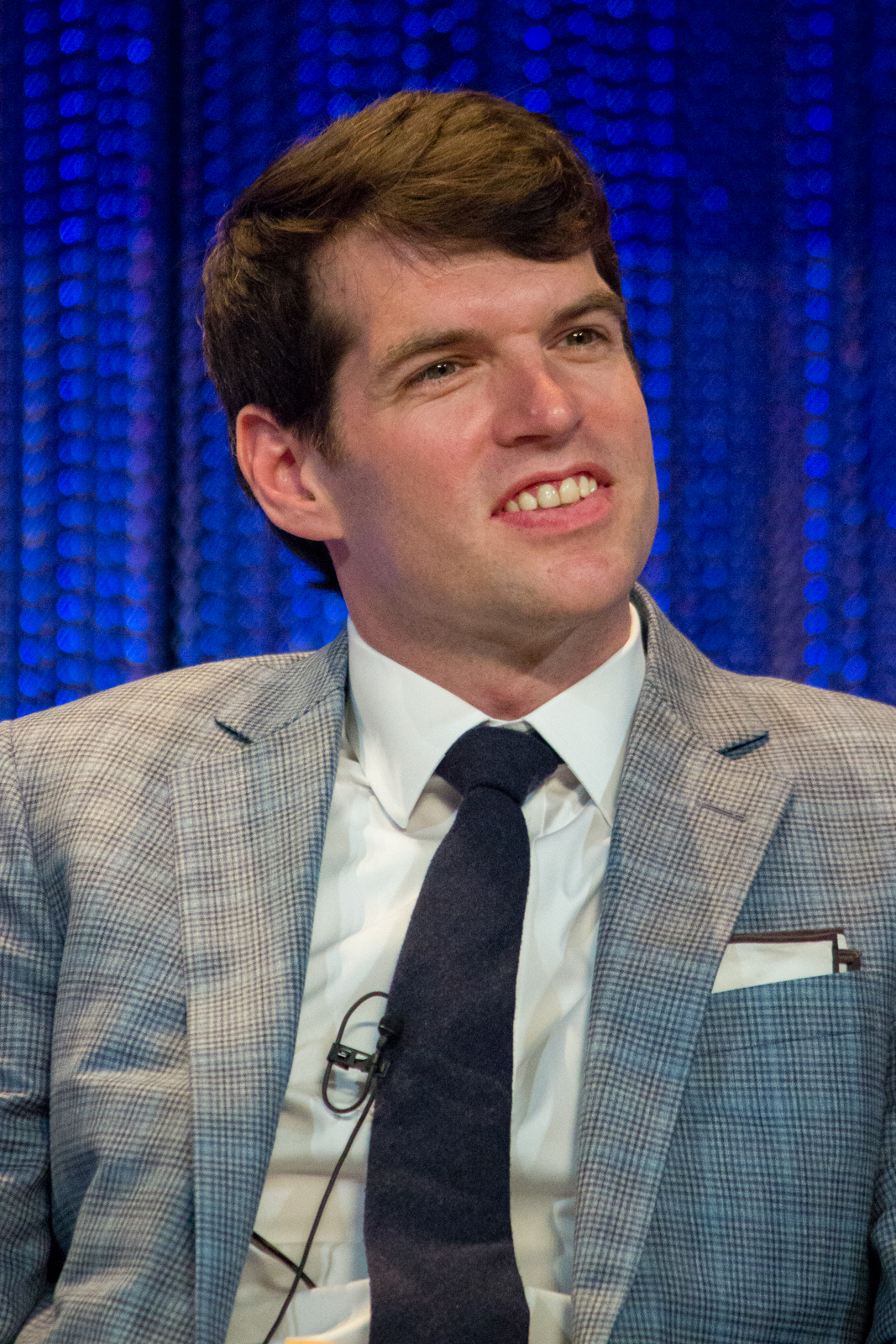
Timothy Simons îl interpretează pe Jonah Ryan

- Julia Louis-Dreyfus în rolul Selina Meyer (născută Eaton).[4] Louis-Dreyfus a stabilit un record cu cele șase premii Emmy câștigate pentru acest rol,[5] trei premii ale Sindicatului actorilor și cinci nominalizări consecutive la Globul de Aur.
- Anna Chlumsky în rolul Amy Brookheimer:[6] Șeful Stafului Vicepreședintei. Devine managerul campaniei Selinei pentru alegerile prezidențiale, dar demisionează după un conflict cu o veche prietenă a Selinei. La finalul sezonului șase, Amy anunță că este însărcinată după o aventură de o noapte cu Dan, dar în sezonul șapte face un avort. Tot în sezonul șapte, Amy se alătură campaniei prezidențiale a lui Jonah.
- Tony Hale în rolul Gary Walsh:[7] asistenul personal al Selinei și confidentul acesteia. Un personaj loial și devotat.[8]
- Reid Scott în rolul Dan Egan[9]
- Timothy Simons în rolul Jonah Ryan[10] Devine vicepreședinte în al doilea mandat al Selinei Meyer.
- Matt Walsh în rolul Mike McLintock[11]
- Sufe Bradshaw în rolul Sue Wilson[12] (sezoanele 1–5; invitată în sezonul 7)
- Kevin Dunn în rolul Ben Cafferty[13] (sezoanele 3–7; apariții și în sezonul 2)
- Gary Cole în rolul Kent Davison[14] (sezoanele 4–7; apariții și în sezoanele 2–3)
- Sam Richardson în rolul Richard Splett. Asistent personal al lui Jonah, își începe activitatea politică în sezonul șapte când este invitat să devină primar al localității natale, în statul Iowa. Devine rapid Guvernator al statului după ce dezvăluie un scandal de corupție. La finalul sezonului, Richard este anunțat ca având parte de două mandate de succes ca președinte SUA. (sezoanele 4–7)[15]
- Sarah Sutherland în rolul Catherine Meyer, fiica Selinei.
- Clea DuVall în rolul Marjorie Palmiotti, bodyguardul și sosia Selinei. Demisionează după ce începe o relație cu fiica Selinei. În sezonul șapte, cele două se căsătoresc.